# 可児市御嵩町中学校組合立共和中学校
可児市御嵩町中学校組合立共和中学校（かにしみたけちょうちゅうがっこうくみあいりつ きょうわちゅうがっこう）は、岐阜県可児郡御嵩町にある組合立中学校。

## 概要
御嵩町立伏見小学校と可児市立兼山小学校が校区である。
可児郡伏見町の伏見町立伏見中学校と可児郡兼山町の兼山町立兼山中学校が統合して開校した中学校であり、校名の共和は、2つの中学校の生徒が仲良くするという願いがあるという。
近年はFBCで上位入賞を連続受賞している。

## 沿革
- 1948年（昭和23年）7月 - 可児郡伏見町の伏見町立伏見中学校と可児郡兼山町の兼山町立兼山中学校が統合。伏見町兼山町組合立共和中学校を設立。校舎は東濃高等学校農業科の一部借りる。
- 1951年（昭和26年） - 現在地に新校舎完成。建物は岐阜県大井蚕業試験場伏見原蚕種飼育所の建物を払い下げられたものである。
- 1955年（昭和30年）2月1日 - 御嵩町、伏見町、中町、上之郷村が合併し、御嵩町となる。これに伴い、御嵩町兼山町組合立共和中学校に改称する。
- 1980年（昭和55年） - 現在の校舎が完成。
- 1994年（平成6年） - 現在の新体育館が完成。
- 2005年（平成17年）5月1日 - 兼山町が可児市に編入される。これに伴い、可児市御嵩町中学校組合立共和中学校に改称する。

## その他
学校の敷地の地下には、かつて太平洋戦争時に掘られた亜炭の鉱道が存在していた。そのため、かつては地盤沈下が多く、新校舎建設前のボーリング調査では9箇所の空洞が見つかり、埋め立てが行われた。

## 著名な出身者
- 小島康史（映像作家、大学教授）